# Hammermühle (Parsberg)
Hammermühle ist ein Gemeindeteil der Stadt Parsberg im Landkreis Neumarkt in der Oberpfalz.

## Lage
Der Weiler Hammermühle liegt rund 1,3 km nördlich von Parsberg im Tal der Schwarzen Laber.

## Geschichte
Der Ortsname weist auf die Verarbeitung von Eisen hin. Hammermühlen waren durch Wasserkraft angetriebene Mühlenwerke mit rotierenden Metallschlegeln zum Zerkleinern von Rohstoffen. Die Gewinnung des Eisens dürfte in der weiteren Umgebung Parsbergs stattgefunden haben. Der zweigiebelige Mühlstadl im Ortsteil Hammermühle zählt zu den ältesten noch erhaltenen Gebäuden an der Schwarzen Laber. Dieses Gebäude wurde zwischen 1440 und 1450 im Auftrag des Ritters Hans von Parsberg errichtet. Der hiesige Eisenhammer bestand vom 14. bis zum 15. Jahrhundert.

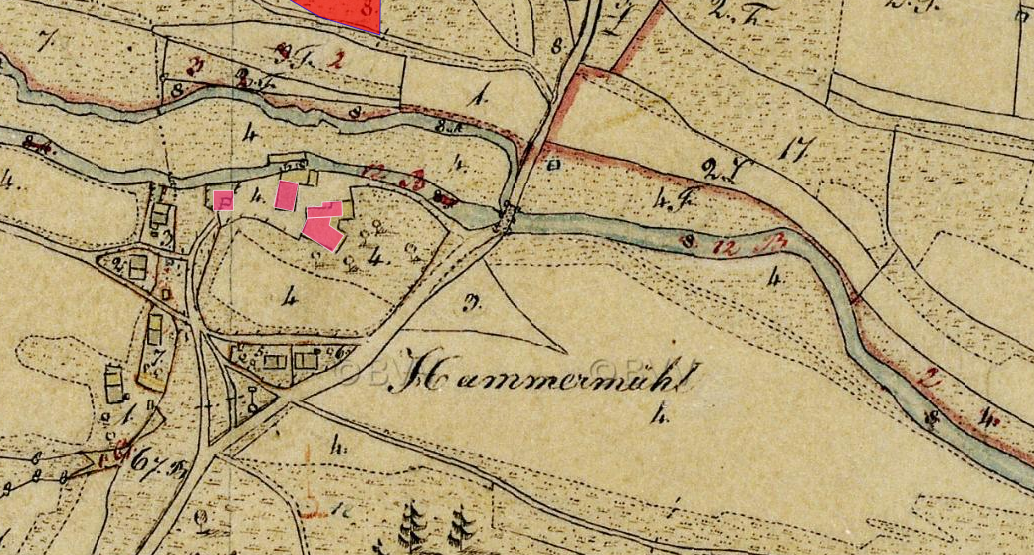
Lageplan von Hammermühle (Parsberg) auf dem Urkataster von Bayern

Im Jahr 1771 wurde das Gesindehaus erbaut. Die frühere Getreidemühle stammt aus der Zeit um 1780. Die Kapelle entstand im Jahr 1786 als Anbau des Gesindehauses. Im Jahr 1866 erfolgte der Bau des Wasserwerks Hammermühle. Ab dem Jahr 1868 wurde an der Hammermühle ein Sägewerk gebaut, das noch heute besteht. Bis zum Jahr 1914 gab es an der Hammermühle noch eine Gipsmühle. Zum bislang schlimmsten Hochwasser kam es am 9. Februar 1909.
Ab 1914 wurde das Mühlrad durch eine Turbine zur Stromerzeugung ersetzt. Lange Jahre wurde der hier erzeugte Strom ausschließlich zum Betrieb der Mühlenanlage genutzt. Aus wirtschaftlichen Gründen wurde die Mahlmühle 1953 stillgelegt und die weiterhin erzeugte elektrische Energie wird in das öffentliche Stromnetz eingespeist.

## Sehenswürdigkeiten und Besonderheiten

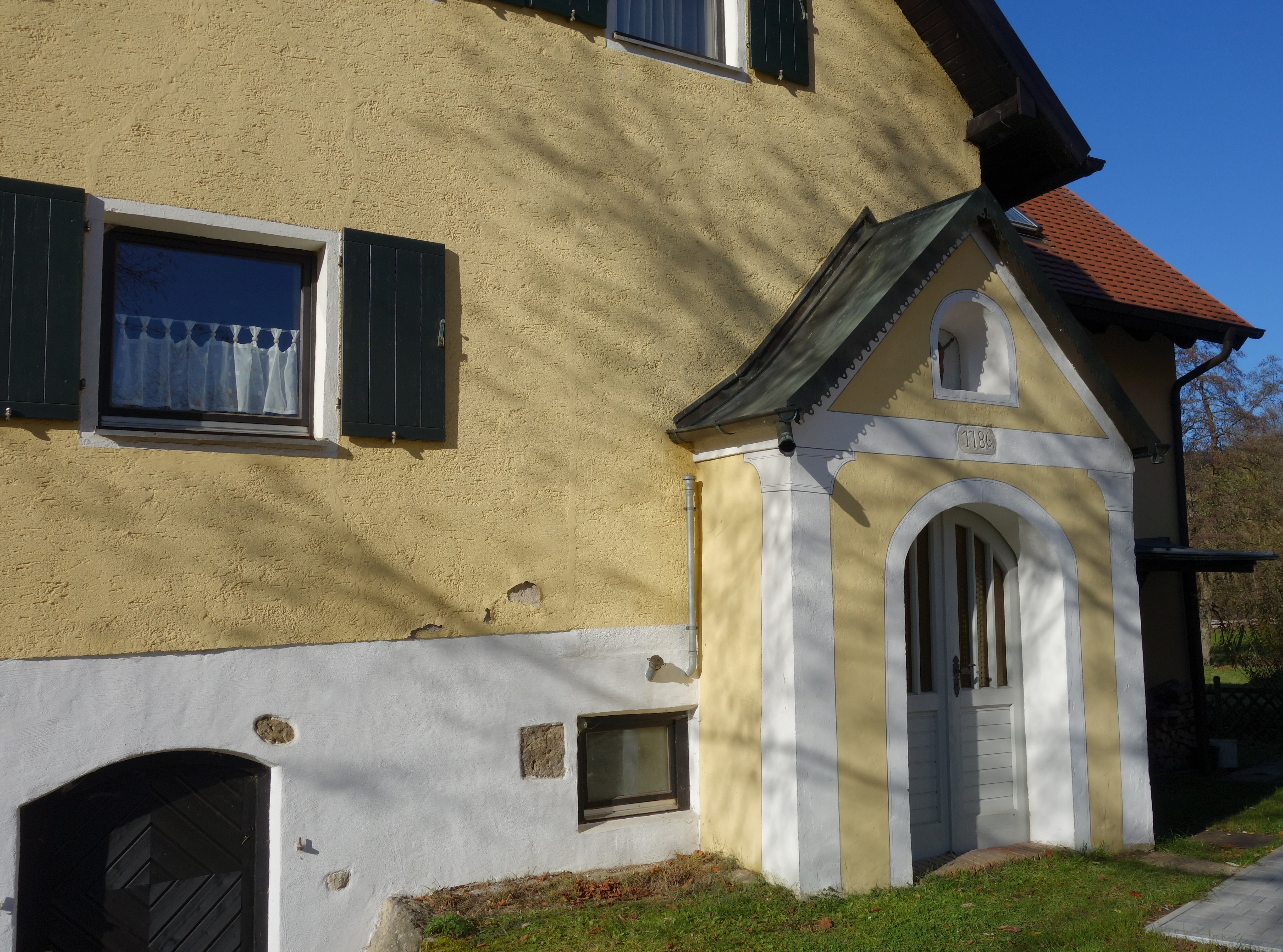
Kapelle St. Maria in Hammermühle (Parsberg) aus dem Jahr 1786

Das Mühlengebäude mit Wohnhaus, die teilweise in das Wohnhaus eingebaute Kapelle, Backofen, Keller und Steinstadel wurden in Zusammenarbeit mit dem Landesamt für Denkmalpflege in den Jahren 1998 bis 2000 restauriert.
In den Jahren 2008 und 2009 wurde die rund 420 Meter lange Brücke der Staatsstraße 2234 über die Schwarze Laber bei Hammermühle neu erbaut. Die Baukosten betrugen rund  1,9 Mio. Euro. Mit über 12.000 Kraftfahrzeugen pro Tag, darunter auch militärischer Schwerverkehr, ist diese Verbindung zur Bundesautobahn A 3 stark frequentiert.
In der Liste der Baudenkmäler in Parsberg sind für Hammermühle zwei Baudenkmale aufgeführt.